# Bras Saint-Victor
Bras Saint-Victor är ett vattendrag i Kanada.   Det ligger i provinsen Québec, i den sydöstra delen av landet, 400 km öster om huvudstaden Ottawa.
I omgivningarna runt Bras Saint-Victor växer i huvudsak blandskog. Runt Bras Saint-Victor är det glesbefolkat, med 13 invånare per kvadratkilometer.